# Редкач Іван Юрійович
Іва́н Ю́рійович Ре́дкач (нар. 11 березня 1986,;—професійний боксер, чемпіон USBA (2014) у легкій вазі (до 61,2 кг).

## Біографія
Народився на Сумщині. У 13 років розпочав навчання у Броварському вищому училищі фізичної культури, де і почалися серйозні заняття боксом під керівництвом Олександра Поліщука. У 19 років він боксував на чемпіонаті України серед дорослих, дійшовши до фіналу, де поступився Олександру Ключко. У 2007 і 2008 роках ставав переможцем турніру найсильніших боксерів України. Боксував і на міжнародних турнірах, але постійно натрапляв на лідерів світового боксу — Олексія Тищенко, Рама Аманова, Айдин Сельчука і т. д. Зазвичай програвав 2-3 очка. Останній аматорський турнір, у якому він брав участь, відбувся 2009 року. Це був чемпіонат України, і пристрасті там почалися вже в півфіналі, де у бою з призером Кубка світу Миколою Семенягою Івану зарахували поразку в 5-7. На результат бою подали протест, після переглянутого відео бою перемогу присудили вже Редкачу. У фіналі знову зустрівся з Олександром Ключко і програв 10-13.

### Аматорські досягнення
- Срібний призер чемпіонату України (2): 2006, 2009

## Професіональна кар'єра
Після закінчення Броварського вищого училища фізичної культури вирішив перейти у професіонали. Надійшло запрошення із Лос-Анджелеса. Тут він опановував ази професійного боксу, набирався досвіду, спарингувався зі серйозними бійцями. Тренувався під керівництвом тренера Маріо Моралеса, який тренував кумира Івана — Едвіна Валеро.
Професійно боксувати почав 3 листопада 2009 року поєдинком з Кейтом Келлі, якого переміг технічним нокаутом у 4 раунді. Після того Іван виграв ще 17 поєдинків поспіль, аж допоки 13 червня 2015 року не поступився чорногорцю Деяну Златічаніну в бою за статус офіційного претендента на титул чемпіона світу WBC у легкій вазі. Після того Редкача спіткала чорна смуга — 2 перемоги при 3 поразках і 1 нічиїй у наступних 6 поєдинках.
1 червня 2019 року провів перший бій у напівсередній вазі і здобув найбільш значиму перемогу в кар'єрі над ексчемпіоном у двох вагових категоріях американцем Девоном Александером, нокаутувавши його в 6 раунді. Александер двічі піднімався після нокдаунів і продовжував поєдинок, але після того як він опинився на настилі втретє, рефері зупинив бій.
25 січня 2020 року провів бій за статус офіційного претендента на титул WBC в напівсередній вазі проти американця Денні Гарсія і поступився одностайним рішенням суддів. Не зумівши протиставити супернику щось у плані боксерської майстерності, Редкач, крім зовнішнього екстравагантного вигляду, відзначився ще й неспортивною поведінкою, вкусивши суперника за шию в десятому раунді.
17 квітня 2021 відбувся бій Редкача з американцем Реджисом Прогрейсом, який зупинили у 6-му раунді. Українець, який поступався супернику у всіх компонентах боксу, не зміг продовжити поєдинок через пропущений удар у корпус. За словами Івана, його вдарили у пах, хоча повтор показав, що Прогрейс правила не порушував. Спершу судді зафіксували перемогу американця за очками технічним рішенням, однак пізніше переглянули підсумковий результат та присудили Редкачу поразку технічним нокаутом.
Незважаючи на наявність відео бою, Редкач подав апеляцію на зміну результату поєдинку, намагаючись довести, що не було симуляції з його боку, а був удар супротивника з порушенням правил. Атлетична комісія штату Джорджія одностайно відхилила апеляцію. Результат залишився незмінним — перемога Прогрейса технічним нокаутом.

## Набуття подвійного громадянства
18 квітня 2016 року Іван Редкач повідомив про зміну громадянства та вступ до громадянства Мексики. Оскільки у Мексиці дозволено подвійне громадянство (лише в'їзд у країну і виїзд повинен відбуватися винятково по мексиканському паспорту), то Редкач не позбувся і українського громадянства, але отримання мексиканського громадянства дозволило йому стати платником податків у Мексиці.